# (6029) Edithrand
(6029) Edithrand – planetoida z grupy pasa głównego asteroid okrążająca Słońce w ciągu 2 lat i 247 dni w średniej odległości 1,93 j.a. Została odkryta 14 stycznia 1948 roku w Obserwatorium Licka. Przed nadaniem nazwy planetoida nosiła oznaczenie tymczasowe (6029) 1948 AG.